# Erythrocebus baumstarki
Erythrocebus baumstarki is een zoogdier uit de familie van de apen van de Oude Wereld (Cercopithecidae). De wetenschappelijke naam van de soort werd voor het eerst geldig gepubliceerd door Paul Matschie in 1905. De soort werd in het verleden als ondersoort van de huzaaraap (Erythrocebus patas) gerekend, maar bleek in 2017 wel degelijk een aparte soort.

## Voorkomen
De soort komt tegenwoordig alleen nog voor in het noorden van Tanzania, voorheen kwam het ook voor in Kenia.